# طالب طواطحه
طالب طواطحه ( عربی: طالب طواطحة، عبری: טאלב טוואטחה‎; زاده ۲۱ ژوئن ۱۹۹۲) یک بازیکن فوتبال عربی-اسرائیلی-سودانی از تبار بادیه‌نشینان نگب است، که به عنوان مدافع در باشگاه لیگ برتری اسرائیل، مکابی حیفا و تیم ملی فوتبال اسرائیل بازی می‌کند.
طواطحه کار خود را در مکابی حیفا آغاز کرد و همراه با این تیم در سال ۲۰۱۱ عنوان قهرمانی لیگ برتر اسرائیل و جام حذفی اسرائیل را در سال ۲۰۱۶ به دست آورد. او به عنوان بخشی جدایی ناپذیر از دفاع این باشگاه در طول ۷ فصل ۲۰۴ بازی انجام داد.
در ژوئیه ۲۰۱۶، طواطحه با مبلغ ۱٫۵ میلیون یورو به باشگاه آلمانی اینتراخت فرانکفورت از بوندسلیگا پیوست و با این تیم در سال ۲۰۱۸ قهرمان DFB-Pokal شد. در اوت ۲۰۱۹ و با پایان قرارداد از این تیم جدا شد و دو هفته بعد به عنوان بازیکن آزاد به باشگاه بلغاری لودوگورتس رازگراد پیوست. 
طواطحه برای تیم‌های رده‌های سنی مختلف اسرائیل از زیر ۱۶ سال تا زیر ۲۱ سال بازی کرده‌است، و اولین بازی خود برای تیم بزرگسالان اسرائیل را در سال ۲۰۱۱ انجام داد.

## اوایل زندگی
طواطحه در جسر الزرقاء اسرائیل، در یک خانواده عرب-مسلمان از تبار سودانی و نگبی متولد شد.
همچنین از تابعیت سودانی نیز برخوردار است.

## دوران حرفه ای

### مکابی حیفا
طواطحه در تیمهای جوانان مکابی حیفا پرورش یافته و آموزش دیده‌است. در سال ۲۰۰۹ اولین حضور خود را در تیم بزرگسالان این باشگاه انجام داد. عملکرد موفقیت‌آمیز او در فصل ۲۰۱۰/۲۰۱۱ سبب شد تا همراه با مکابی حیفا قهرمان لیگ برتر اسرائیل شود. او در طول آن فصل به عنوان مدافع چپ یک گل به ثمر رساند و ۵ پاس گل داد. طواطحه برنده "جایزه کشف جوان" شد و در تیم MVP (باارزشترین بازیکنان) آن فصل قرار گرفت. در سال ۲۰۱۶ همراه با این تیم جام حذفی اسرائیل را نیز فتح کرد.

### اینتراخت فرانکفورت
در ژوئیه ۲۰۱۶، طواطحه با مبلغ ۱٫۵ میلیون یورو به باشگاه آلمانی اینتراخت فرانکفورت از بوندسلیگا پیوست. 

### لودوگورتس رازگراد
در اوت ۲۰۱۹ به عنوان بازیکن آزاد به باشگاه بلغاری لودوگورتس رازگراد از لیگ حرفه‌ای دسته اول فوتبال بلغارستان پیوست.

## آمار

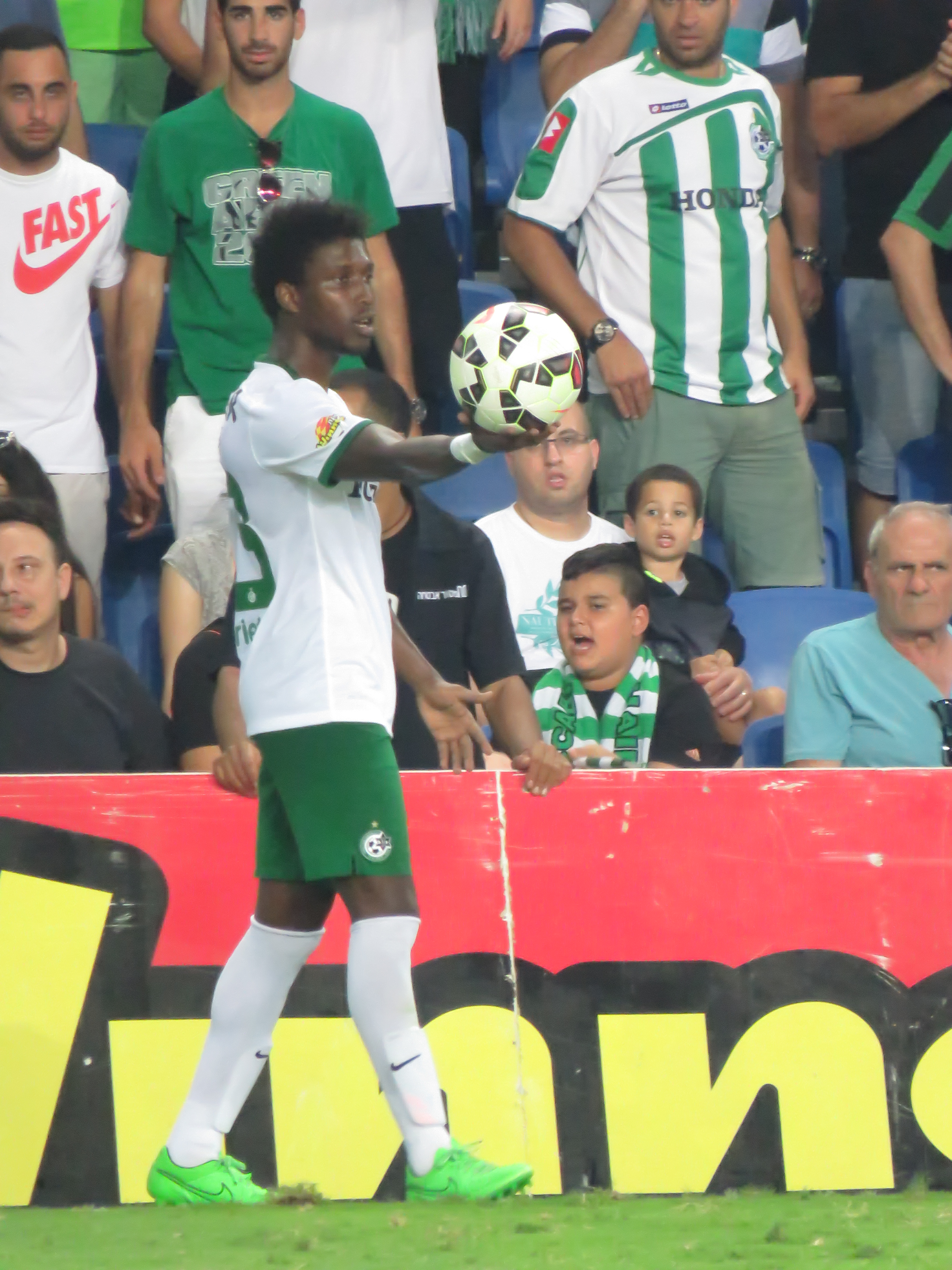
طواطحه در مکابی حیفا به سال ۲۰۱۵

(تا تاریخ ۳۰ اوت ۲۰۲۰)
| عملکرد باشگاهی     | عملکرد باشگاهی | عملکرد باشگاهی | لیگ  | لیگ | لیگ    | جام           | جام           | جام           | دیگر رقابت‌ها | دیگر رقابت‌ها | دیگر رقابت‌ها | قاره‌ای       | قاره‌ای       | قاره‌ای       | مجموع | مجموع | مجموع  |
| باشگاه             | لیگ            | فصل            | حضور |     | پاس گل | حضور          |               | پاس گل        | حضور         |              | پاس گل       | حضور         |              | پاس گل       | حضور  |       | پاس گل |
| اسرائیل            | اسرائیل        | اسرائیل        | لیگ  | لیگ | لیگ    | جام حذفی      | جام حذفی      | جام حذفی      | دیگر رقابت‌ها | دیگر رقابت‌ها | دیگر رقابت‌ها | اروپایی      | اروپایی      | اروپایی      | مجموع | مجموع | مجموع  |
| ------------------ | -------------- | -------------- | ---- | --- | ------ | ------------- | ------------- | ------------- | ------------ | ------------ | ------------ | ------------ | ------------ | ------------ | ----- | ----- | ------ |
| مکابی حیفا         | لیگ برتر       | ۱۰–۲۰۰۹        | ۳    | ۰   | ۰      | ۰             | ۰             | ۰             | ۷            | ۰            | ۱            | ۱            | ۰            | ۰            | ۱۱    | ۰     | ۱      |
| مکابی حیفا         | لیگ برتر       | ۱۱–۲۰۱۰        | ۱۸   | ۱   | ۳      | ۳             | ۰             | ۲             | ۶            | ۰            | ۰            | ۰            | ۰            | ۰            | ۲۷    | ۱     | ۵      |
| مکابی حیفا         | لیگ برتر       | ۱۲–۲۰۱۱        | ۲۸   | ۱   | ۴      | ۴             | ۰             | ۱             | ۳            | ۰            | ۰            | ۱۲           | ۱            | ۳            | ۴۷    | ۲     | ۸      |
| مکابی حیفا         | لیگ برتر       | ۱۳–۲۰۱۲        | ۲۱   | ۲   | ۶      | ۲             | ۱             | ۰             | ۲            | ۰            | ۰            | ۰            | ۰            | ۰            | ۲۵    | ۳     | ۶      |
| مکابی حیفا         | لیگ برتر       | ۱۴–۲۰۱۳        | ۲۶   | ۰   | ۰      | ۰             | ۰             | ۰             | ۰            | ۰            | ۰            | ۱۱           | ۰            | ۱            | ۳۷    | ۰     | ۱      |
| مکابی حیفا         | لیگ برتر       | ۱۵–۲۰۱۴        | ۳۰   | ۱   | ۰      | ۰             | ۰             | ۰             | ۰            | ۰            | ۰            | ۰            | ۰            | ۰            | ۳۰    | ۱     | ۰      |
| مکابی حیفا         | لیگ برتر       | ۱۶–۲۰۱۵        | ۲۷   | ۰   | ۳      | ۴             | ۰             | ۰             | ۰            | ۰            | ۰            | ۰            | ۰            | ۰            | ۲۷    | ۰     | ۳      |
| مکابی حیفا         | مجموع          | مجموع          | ۱۵۳  | ۵   | ۱۶     | ۹             | ۱             | ۳             | ۱۸           | ۰            | ۱            | ۱۵           | ۱            | ۴            | ۲۰۴   | ۷     | ۲۴     |
| آلمان              | آلمان          | آلمان          | لیگ  | لیگ | لیگ    | دیگر رقابت‌هاا | دیگر رقابت‌هاا | دیگر رقابت‌هاا | جام حذفی     | جام حذفی     | جام حذفی     | اروپایی      | اروپایی      | اروپایی      | مجموع | مجموع | مجموع  |
| اینتراخت فرانکفورت | بوندس‌لیگا      | ۱۷–۲۰۱۶        | ۱۴   | ۰   | ۰      | ۵             | ۲             | ۰             | ۰            | ۰            | ۰            | ۰            | ۰            | ۰            | ۱۹    | ۲     | ۰      |
| اینتراخت فرانکفورت | بوندس‌لیگا      | ۱۸–۲۰۱۷        | ۱۳   | ۰   | ۱      | ۲             | ۰             | ۰             | ۰            | ۰            | ۰            | ۰            | ۰            | ۰            | ۱۵    | ۰     | ۱      |
| اینتراخت فرانکفورت | بوندس‌لیگا      | ۱۹–۲۰۱۸        | ۳    | ۰   | ۰      | ۰             | ۰             | ۰             | ۳            | ۰            | ۱            | ۰            | ۰            | ۰            | ۶     | ۰     | ۱      |
| اینتراخت فرانکفورت | مجموع عملکرد   | مجموع عملکرد   | ۳۰   | ۰   | ۱      | ۷             | ۲             | ۰             | ۳            | ۰            | ۱            | ۰            | ۰            | ۰            | ۴۰    | ۲     | ۲      |
| بلغارستان          | بلغارستان      | بلغارستان      | لیگ  | لیگ | لیگ    | جام حذفی      | جام حذفی      | جام حذفی      | اروپایی      | اروپایی      | اروپایی      | دیگر رقابت‌ها | دیگر رقابت‌ها | دیگر رقابت‌ها | مجموع | مجموع | مجموع  |
| لودوگورتس          | لیگ دسته اول   | ۲۰–۲۰۱۹        | ۶    | ۰   | ۳      | ۱             | ۰             | ۰             | ۰            | ۰            | ۰            | ۰            | ۰            | ۰            | ۷     | ۰     | ۳      |
| لودوگورتس          | لیگ دسته اول   | ۲۰–۲۰۱۹        | ۱    | ۰   | ۰      | ۰             | ۰             | ۰             | ۰            | ۰            | ۰            | ۱            | ۰            | ۰            | ۲     | ۰     | ۰      |
| لودوگورتس          | مجموع          | مجموع          | ۷    | ۰   | ۳      | ۱             | ۰             | ۰             | ۰            | ۰            | ۰            | ۱            | ۰            | ۰            | ۹     | ۰     | ۳      |
| آمار عملکرد        | آمار عملکرد    | آمار عملکرد    | ۱۹۰  | ۵   | ۲۰     | ۱۷            | ۳             | ۳             | ۱۸           | ۰            | ۱            | ۱۹           | ۱            | ۴            | ۲۵۳   | ۹     | ۲۹     |

### گل‌های ملی[۶]
| ش. | تاریخ          | ورزشگاه                         | حریف     | گل‌ها | نتیجه | رقابت   |
| -- | -------------- | ------------------------------- | -------- | ---- | ----- | ------- |
| ۱. | ۱۵ نوامبر ۲۰۱۸ | ورزشگاه نتانیا، نتانیا، اسرائیل | گواتمالا | ۲–۰  | ۷–۰   | دوستانه |

## افتخارات

### باشگاهی
مکابی حیفا
- لیگ برتر فوتبال اسرائیل (۱): ۱۱–۲۰۱۰
- جام حذفی فوتبال اسرائیل (۱): ۱۶–۲۰۱۵

اینتراخت فرانکفورت
- جام حذفی فوتبال آلمان
  -  : نایب قهرمان (۱) ۲۰۱۷
  -  : قهرمان (۱) ۲۰۱۸

لودوگورتس
- لیگ حرفه‌ای دسته اول فوتبال بلغارستان (۱): ۲۰–۲۰۱۹

## یادداشت
1. ↑  شامل  بازی‌های جام توتو
2. ↑  شامل بازی‌های سوپر جام فوتبال آلمان
3. ↑  بازی‌های سوپر جام فوتبال بلغارستان